# Кроатистика
Кроатистика је наука која проучава хрватски језик и хрватску књижевност, док се хрватска истраживања (кроатологија) уз наведено баве и хрватском културом.
Кроатистика је огранак славистичке лингвистике.